# Ragnar Lundholm
Ragnar Olof Lundholm, född 6 december 1887 i Malmö, död 3 januari 1967 i Göteborg, var en svensk ingenjör. Han var son till Oscar Lundholm.
Lundholm blev filosofie kandidat vid Stockholms högskola 1909, utexaminerades från Kungliga Tekniska högskolan 1911 och blev teknologie doktor i Stockholm 1929. Han var ingenjör på Asea 1913–1914 och på Vattenfallsstyrelsens kraftverksbyrå 1916–1945. Han blev docent i elektromaskinlära vid Kungliga Tekniska högskolan 1929 och var professor i elektrisk anläggningsteknik vid Chalmers tekniska högskola 1946–1954.
Lundholm var teknisk expert på vattenkraftverket i Svirstroj vid Leningrad 1934 och American Gas and Electrical Service Corporation i New York 1955. Han invaldes som ledamot av Kungliga Ingenjörsvetenskapsakademien 1940 och promoverades till teknologie hedersdoktor i Trondheim 1960. Svenska Teknologföreningen tilldelade honom Polhemspriset 1961.